# مجید مهران
مجید مهران دیپلمات پیشین در دوره پهلوی و متولد در سال ۱۳۰۴ شمسی در تهران است. وی بعد از کودتای ۲۸ مرداد به عنوان دیپلمات ایران در لندن برای مدت چهار سال بود.

## سوابق و ماموریت‌ها
در سال۱۳۳۵ به سمت دبیر سومی سفارت ایران در لندن ارتقا پیدا کرد. بعد از مراجعت به تهران مجدداً در اداره رمز وزارت خارجه مشغول کار شد و پس از دو سال در سال ۱۳۳۸ عازم مأموریت توکیو گردید. در آذر ۱۳۴۲ به تهران آمد سپس برای مدتی به عنوان معاون سرکنسول عازم سانفرانسیسکو شد. بعد از ۲ سال از مدت مأموریت در سانفرانسیسکو در سال ۱۳۴۷ عازم بغداد شد. در سال ۱۳۵۰ به محض ورود به تهران سرپرست اداره نهم سیاسی شد (اداره‌ای که مربوط به خلیج فارس، امارات و فلات قاره است)، پس از آن به عنوان سرکنسول عازم شیکاگو شد. در فروردین ۱۳۵۶ پس از بازگشت به ایران به سمت دبیر شورای خلیج فارس منصوب گردید. در سال ۱۳۵۸ با حکم مهندس بازرگان به سمت سفیر دولت جمهوری اسلامی در بحرین منصوب ولی پس از مدت کوتاهی بازنشسته شد. وی همچنین نویسنده کتاب «در کریدورهای وزارت امور خارجه چه خبر» که مروری بر خاطرات دوران سی ساله وی بر وزارت خارجه است می‌باشد.